# Ignaz Ablasser
Ignaz Ablasser (* 9. Dezember 1739 in Wien; † 8. März 1799) war ein österreichischer Maler.
Von Ablasser stammt ein Altarblatt für die alte Pfarrkirche in Altlerchenfeld sowie ein Altarblatt für die Kirche in Passeck (Mähren). Er war ab 1774 mit Barbara Altenberger verheiratet, nach deren Tod 1783 mit Rosalia Schmidt (* 14. Jänner 1761; † 17. März 1827) und hatte 16 Kinder.